# Rifugio Bosio-Galli
Das Rifugio Bosio-Galli (oft nur Rifugio Bosio, auch Rifugio Carlo Bosio oder Bosiohütte) ist eine alpine Schutzhütte in der italienischen Region Lombardei in den Bernina-Alpen. Sie liegt auf einer Höhe von 2086 m s.l.m. innerhalb der Gemeinde Torre di Santa Maria und gehört der CAI-Sektion Desio. Die Hütte wird in der Regel von Anfang Juni bis Ende September bewirtschaftet. Sie bietet 45 Bergsteigern Schlafplätze und verfügt über einen Winterraum mit sechs Betten.

## Übergänge und Nachbarhütten
Die Hütte liegt am Sentiero Roma, einem alpinen Höhenweg. Die nächstgelegenen Hütten auf diesem sind:
- Pontihütte (2559 m s.l.m.) ⊙ in ca. 3 Stunden[1]
- Abstieg in den Talort Torre di Santa Maria (795 m s.l.m.) ⊙ in ca. 3 Stunden[2]